# Pseudometagea
Pseudometagea is een geslacht van vliesvleugeligen uit de familie Eucharitidae. De wetenschappelijke naam van dit geslacht is voor het eerst geldig gepubliceerd in 1899 door Ashmead.

## Soorten
Het geslacht Pseudometagea omvat de volgende soorten:
- Pseudometagea bakeri (Burks, 1961)
- Pseudometagea barberi (Heraty, 1985)
- Pseudometagea hirsuta (Heraty, 1985)
- Pseudometagea montana (Ashmead, 1890)
- Pseudometagea nefrens (Heraty, 1985)
- Pseudometagea occipitalis (Heraty, 1985)
- Pseudometagea rugosa (Heraty, 1985)
- Pseudometagea schwarzii (Ashmead, 1892)